# احمد آناتولی
احمد مختار اوغلو صفروف (ترکی آذربایجانی: Əhməd Muxtar oğlu Səfərov; ۷ اکتبر ۱۸۹۴ – ۷ آوریل ۱۹۷۳) بازیگر اهل امپراتوری روسیه (جمهوری آذربایجان کنونی) بود.

## جوایز:
وی برندهٔ جوایزی همچون مدال دفاع از قفقاز و نشان برجسته افتخار شده‌است.